# Mariano Puerta
Mariano Ruben Puerta (Córdoba, 19 settembre 1978) è un allenatore di tennis ed ex tennista argentino.

## Carriera
Passato al professionismo nel 1997, si è rivelato subito un buon giocatore, specialmente sulla terra rossa,  dove infatti si esprime al meglio. Mancino, dotato di un ottimo dritto e di rovescio ad una mano, l'argentino ha vinto soltanto tre tornei di singolare. La sua carriera ha subìto un primo stop nel 2001, quando per un infortunio al polso fu costretto a stare fermo per cinque mesi. Rientrato, dovette nuovamente fermarsi nel 2004: stavolta però la causa fu la positività ad un test antidoping, che lo obbligò a nove mesi di stop forzato.
Dopo la "pausa", tornò a giocare ad alti livelli nel 2005 cogliendo il risultato più importante della carriera arrivando in finale al Roland Garros dove Rafael Nadal lo sconfisse in 4 set. Puerta cadde però nuovamente nella trappola del doping: proprio dopo quella finale del Roland Garros fu nuovamente trovato positivo, e dunque squalificato a vita dall'ATP (il cui regolamento prevede tale sanzione per coloro recidivi al doping). Tuttavia, grazie ad uno sconto, la sua pena è stata ridotta e Puerta è tornato a giocare nell'autunno 2007 in tornei minori sudamericani.

## Statistiche

### Singolare

#### Vittorie (3)
| Legenda                           |
| Grande Slam (0)                   |
| ATP World Tour Finals (0)         |
| ATP Masters Series (0)            |
| ATP International Series Gold (0) |
| ATP International Series (3)      |

| Numero | Data            | Torneo                                        | Superficie  | Avversario in finale | Punteggio   |
| 1.     | 11 ottobre 1998 | Campionati Internazionali di Sicilia, Palermo | Terra rossa | Franco Squillari     | 6-3, 6-2    |
| 2.     | 12 marzo 2000   | Cerveza Club Colombia Open, Bogotà            | Terra rossa | Younes El Aynaoui    | 6-4, 7–6(5) |
| 3.     | 10 aprile 2005  | Grand Prix Hassan II, Casablanca              | Terra rossa | Juan Mónaco          | 6-4, 6-1    |

#### Finali perse (7)
| Legenda                           |
| Grande Slam (1)                   |
| ATP World Tour Finals (0)         |
| ATP Masters Series (0)            |
| ATP International Series Gold (1) |
| ATP International Series (5)      |

| Numero | Data             | Torneo                                             | Superficie  | Avversario in finale | Punteggio             |
| 1.     | 16 agosto 1998   | Internazionali di Tennis di San Marino, San Marino | Terra rossa | Dominik Hrbatý       | 2-6, 5-7              |
| 2.     | 27 febbraio 2000 | Abierto Mexicano Telcel, Città del Messico         | Terra rossa | Juan Ignacio Chela   | 4-6, 6(4)–7           |
| 3.     | 6 marzo 2000     | Movistar Open, Santiago del Cile                   | Terra rossa | Gustavo Kuerten      | 6(3)–7, 3-6           |
| 4.     | 16 luglio 2000   | Swiss Open Gstaad, Gstaad                          | Terra rossa | Àlex Corretja        | 1-6, 3-6              |
| 5.     | 23 luglio 2000   | Croatia Open Umag, Umago                           | Terra rossa | Marcelo Ríos         | 6(1)–7, 6-4, 3-6      |
| 6.     | 14 febbraio 2005 | ATP Buenos Aires, Buenos Aires                     | Terra rossa | Gastón Gaudio        | 4-6, 4-6              |
| 7.     | 14 febbraio 2005 | Open di Francia, Parigi                            | Terra rossa | Rafael Nadal         | 7–6(5), 3-6, 1-6, 5-7 |

### Doppio

#### Vittorie (3)
| Legenda                           |
| Grande Slam (0)                   |
| ATP World Tour Finals (0)         |
| ATP Masters Series (0)            |
| ATP International Series Gold (0) |
| ATP International Series (3)      |

| Numero | Data            | Torneo                             | Superficie  | Compagno       | Avversari in finale               | Punteggio        |
| 1.     | 8 novembre 2008 | Cerveza Club Colombia Open, Bogotà | Terra rossa | Diego del Río  | Gábor Köves Eric Taino            | 6(3)–7, 6-3, 6-2 |
| 2.     | 3 maggio 1999   | BMW Open, Monaco di Baviera        | Terra rossa | Daniel Orsanic | Massimo Bertolini Cristian Brandi | 7-6, 3-6, 7-6    |
| 3.     | 1º agosto 1999  | Croatia Open Umag, Umago           | Terra rossa | Javier Sánchez | Massimo Bertolini Cristian Brandi | 3–6, 6–2, 6–3    |